# (5294) Onnetoh
(5294) Onnetoh est un astéroïde de la ceinture principale.

## Description
(5294) Onnetoh est un astéroïde de la ceinture principale. Il fut découvert le 3 février 1991 à Kitami par Kin Endate et Kazuro Watanabe. Il présente une orbite caractérisée par un demi-grand axe de 2,87 UA, une excentricité de 0,13 et une inclinaison de 17,8° par rapport à l'écliptique.

## Compléments